# Republika Graaff Reinet
Republika Graaff Reinet (af. Republiek van Graaff Reinet) – burska republika, która powstała 6 lutego 1795 z oderwania z brytyjskiej Kolonii Przylądkowej, zaś 22 sierpnia 1796 została ponownie inkorporowana.